# Chasmocephalon eungella
Chasmocephalon eungella är en spindelart som beskrevs av Norman I. Platnick och Forster 1989. Chasmocephalon eungella ingår i släktet Chasmocephalon och familjen Anapidae.
Artens utbredningsområde är Queensland. Inga underarter finns listade i Catalogue of Life.